# Cihan Ünal
Cihan Ünal (22 de enero de 1946, Turquía) es un actor turco, cuyo primer papel conocido fue en la película Seytan (1974)

## Biografía
Se graduó del Conservatorio Nacional de Ankara, Teatro de las Artes en 1969. Comenzó a trabajar en el Teatro Nacional de Ankara en 1983, donde también trabajó como dicción, estudios de escena e instructor de fase. Continuó su carrera de docente en Estambul en la Universidad de Mimar Sinan entre 1987 hasta 2000. 
Desde 1969 ha estado en muchas grandes producciones teatrales, tales como: "Becket", "Romeo y Julieta", "Harold y Maude", "Yunus Emre", "Murad IV", "Rey Lear", "Fatih" y musicales como "El violinista en el tejado", " Don Quijote" ,"Yedi Kocali Hurmuz"... para nombrar unos pocos. Estudió en el Teatro de Shakespeare en Londres (1982). Orador estrella en una producción de televisión para el canal alemán ZDF ("Rose & Bird" 1978) Fue el 'Che' de Turquía en el musical Evita por llevarlo a escena en el Teatro de Estambul (1989), donde ha realizado un espectáculo "Actor Kean" entre 1990 y 1994. 1992 fue el año de "Tío Vanya" para él y el mismo año también protagonizó el musical "Buenos Días Sr. Weill", como Kurt Weill. Orador estrella en muchas películas y obras de teatro y hoy sigue instrucciones activamente en el Conservatorio de Ankara, en muchas etapas y producciones de televisión.

## Trivia
- Tiene dos hijas: Irmak Ünal (15 de febrero de 1977) y Yagmur Ünal (21 de octubre de 1984)

## Filmografía

### Cine
- Seytan (1974)
- Herhangi Bir Kadin (1981)
- Seni Kalbime Gömdüm (1982)
- Mine (1982)
- Gazap Rüzgari (1982)
- Seni Seviyorum (1983)
- Ihtiras Firtinasi (1983)
- Bir Sevgi Istiyorum (1984)
- Korebe (1985)
- Bir Kadin, Bir Hayat (1985)

### Series y TV
- "Yedi Kocali Hürmüz" (1980)
- "IV. Murad" (1981)
- "Bagdat Hatun" (1981)
- Kurulus (1986) (TV)
- "Nisan Yagmuru" (2001)
- "Kadin Isterse" (2004)
- "Ask Yeniden" (2007)

- Datos: Q8346162